# Bistričke babe
Bistričke babe (bugarski: Бистришките баби) je naziv za skupinu starijih žena u bugarskom području Šopluk (nazvanom po narodu Šopima) koja je sačuvala narodne plesove i polifonijsku vokalnu glazbu. Pored toga one su posljednje koje izvode dvotonsko pjevanje (dijafonija), poznato kao šopska polifonija, drevni oblik kola horo i ritualni običaj lazaruvane, inicijacijsku ceremoniju za mlade djevojke koja se odvija na dan sv. Lazara, prve subote prije Cvjetnice. Naziv su dobile po selu Bistrica koje se nalazi u okolici glavnog grada, Sofije.
Šopsko dvotonsko pjevanje se izvosi tako što jedan ili dva glasa održavaju melodiju izvikivanjem (izvika) i krivom bukom (buči krivo), dok ostale pjevačice zadržavaju jednotonsko zujanje koje je udvojeno ili utrojeno kako bi nastala zvučnija jeka koja prati vodeće pjevačice. Plesačice odjevene u narodne nošnje drže jedna drugu za bokove ili za pojas, te laganim korakom plešu u krug, okrećući se suprotno od kazaljke na satu. Postoje brojne varijacije ovog plesa, ovisno o pjesmi i drevnom ritualu za koji se izvode.
Iako se izvorna uloga polifonijskog pjevanja promijenila tijekom 20. stoljeća, te se sada uglavnom izvodi na pozornici, Bistričke babe se smatraju za važnu sastojnicu kulturnog života cijele regije jer promoviraju narodni izričaj među mladima. Starije žene su među posljednjim predstavnicima tradicionalne polifonije, a selo Bistrica je jedno od posljednjih područja u Bugarskoj gdje je ovaj kulturni izručaj održavan stoljećima. Zbog toga su Bistričke babe upisane na popis nematerijalne svjetske baštine 2008. godine.
Kako se Bistrica nalazi veoma blizu Sofije, koja nudi kulturno bogatstvo, zanimanje mladih za seoske običaje opada. Tijekom godina, bogati repertoar pjesama i plesova je sveden samo na najpopularnije i najzanimljivije dijelove koji se izvode na pozornici. Kao takav oblik folklora, Bistričke su babe nastupale širom Europe i SAD-a, te su 1978. godine u Hamburgu osvojile prestižnu Europsku nagradu za folklornu umjetnost Alfred Toepfer.

## Vanjske poveznice
- Video primjer na You Tube (engl.)